# Baccalauréat économique et social
Pour un article plus général, voir Baccalauréat général.
 (mai 2025).
Si vous disposez d'ouvrages ou d'articles de référence ou si vous connaissez des sites web de qualité traitant du thème abordé ici, merci de compléter l'article en donnant les références utiles à sa vérifiabilité et en les liant à la section « Notes et références ».
En France, le baccalauréat économique et social (abrégé en bac ES) est l'une des trois anciennes séries de la voie générale du lycée – les deux autres étant les baccalauréats scientifique (S) et littéraire (L). Il est destiné aux élèves qui avaient un goût pour l'économie, les mathématiques, les questions de société ou la sociologie et la science politique.
Sa première session a lieu en 1968 sous le nom de bac série B, et la dernière a lieu en 2020, date à laquelle les séries générales sont supprimées du fait de la réforme du baccalauréat général et technologique et réforme du lycée.

## Lycée

### Seconde
Tous les élèves de seconde doivent choisir un enseignement d'exploration économique, au choix entre P.F.E.G. (principes fondamentaux de l'économie et de la gestion) et S.E.S. (sciences économiques et sociales) : il est donc vivement conseillé, bien que non obligatoire, pour un potentiel bachelier E.S. de choisir les S.E.S. afin d'avoir une idée de ce que sera sa future matière principale.
Les élèves devront également avoir des résultats corrects en Mathématiques, Histoire et Géographie et S.E.S. qui sont les trois matières principales de la série.

### Première
Tous les élèves de première E.S. ont les horaires suivants :
- S.E.S. : 5 heures
- Histoire et Géographie : 4 heures
- Enseignement Moral et Civique (E.M.C) : 30 minutes
- Mathématiques : 3 heures
- Français : 4 heures
- L.V.1 : 2 heures 30
- L.V.2 : 2 heures
- Sciences : 1 heure 30
- Sport : 2 heures
- A.P. : 2 heures
- T.P.E. : 2 heures

À cela s'ajoutent 10 heures annuelles de vie de classe.

### Terminale
Tous les élèves de terminale E.S. ont les horaires suivants :
- S.E.S. : 5 heures
- Histoire et Géographie : 4 heures
- E.M.C. : 30 minutes
- Mathématiques : 4 heures
- Philosophie : 4 heures
- L.V.1 : 2 heures
- L.V.2 : 2 heures
- Sport : 2 heures
- A.P. : 2 heures
- Une spécialité au choix : 1 heure 30
  - Économie approfondie
  - Sciences sociales et politiques
  - Mathématiques approfondies

À cela s'ajoutent 10 heures annuelles de vie de classe.

## Les épreuves (session 2012)
La répartition des épreuves, leur durée et leur coefficients sont déterminés par les tableaux suivants.

### Épreuves obligatoires

#### Épreuves anticipées (depuis 2012)
| Épreuve                     | Coefficient | Nature de l’épreuve | Durée      |
| --------------------------- | ----------- | ------------------- | ---------- |
| Français                    | 2           | écrite              | 4 heures   |
| Français                    | 2           | orale               | 20 minutes |
| Sciences                    | 2           | écrite              | 1 h 30     |
| Travaux personnels encadrés | 2           | écrite et orale     | 30 minutes |

#### Épreuves terminales (depuis 2013)
| Épreuve                          | Coefficient | Nature de l’épreuve                                                               | Durée                               |
| -------------------------------- | ----------- | --------------------------------------------------------------------------------- | ----------------------------------- |
| Mathématiques                    | 5           | écrite                                                                            | 3 heures                            |
| Sciences économiques et sociales | 7           | écrite                                                                            | 4 ou 5 heures suivant sa spécialité |
| Histoire et géographie           | 5           | écrite                                                                            | 4 heures                            |
| Langue vivante 1 (étrangère)     | 3           | écrite (coef. 1,5) compréhension orale (coef. 0,75) expression orale (coef. 0,75) | 3 heures                            |
| Langue vivante 2 (étrangère)     | 2           | écrite (coef. 1) compréhension orale (coef. 0,5) expression orale (coef. 0,5)     | 2 heures                            |
| Philosophie                      | 4           | écrite                                                                            | 4 heures                            |
| Éducation physique et sportive   | 2           | CCF                                                                               | environ 1 heure                     |

#### Épreuves de spécialité à partir de la session 2013
| Épreuve                         | Coefficient | Nature de l’épreuve | Durée                                          |
| ------------------------------- | ----------- | ------------------- | ---------------------------------------------- |
| Économie approfondie            | 2           | écrite              | + 1 heure                                      |
| Sciences sociales et politiques | 2           | écrite              | + 1 heure                                      |
| Mathématiques appliquées        | 2           | écrite              | un exercice est remplacé par l'exercice de spé |

Il est possible de passer en terminale une ou deux épreuves facultatives, dont les coefficients sont comptés comme suit : la première ou seule option choisie se verra attribuer un coefficient 2 (3 pour le latin et le grec ancien) alors que la seconde option aura toujours un coefficient 1 (même si latin ou grec ancien). Il est donc recommandé de faire attention à l'ordre des options lors de l'inscription au baccalauréat pour éviter de placer une langue ancienne en seconde position et ainsi réduire la quantité de points que l'on peut obtenir.

## Poursuite d'études
La filière ES étant une filière générale, le bachelier ES a vocation à continuer ses études, n'ayant pas de qualifications pratiques à faire valoir sur le marché du travail :
- Comme tous les bacheliers généraux, les 2/3 des bacheliers ES s'orientent vers l'université dans les filières AES (Administration Économique & Sociale), Économie-Gestion, Droit, Histoire, Géographie, Sociologie, Staps, etc.
- Une partie s'oriente dans des filières courtes en BTS et DUT tertiaires.
- Une partie s'oriente vers les écoles spécialisées : essentiellement paramédical (tel que les IFSI pour devenir infirmier/infirmière...), journalisme, commerce et gestion, social, arts, etc.
- Certains s'engagent en classe préparatoire (CPGE) en vue des concours d'entrée à l'ENS (classes préparatoires littéraire A/L ou B/L) ou dans les écoles de commerce (classes préparatoires aux grandes écoles de commerce, voie ECE)
- Ils peuvent présenter les concours d'entrée dans les Instituts d'études politiques (IEP).